# Lembursitu (plaats)
Lembursitu is een bestuurslaag in het regentschap Kota Sukabumi van de provincie West-Java, Indonesië. Lembursitu telt 9994 inwoners (volkstelling 2010).